# 핑전구

핑전 구의 위치

핑전구(한국어: 평진구, 중국어: 平鎮區, 병음: Píngzhèn Qū)는 중화민국 타오위안 시의 시할구이다. 넓이는 47.7532km2이고, 인구는 2015년 8월 기준으로 216,406명이다.

## 역사
핑전 구의 옛 이름은 안평진(安平鎮)이며 대호구에서 중력, 도원에 이르는 여행의 안전을 바라며 명명되었다. 또 청대에 장망료가 설치된 것에서 장망료(張望寮)로도 불렸다. 안평진의 지명이 후에 민중의 보호 평안을 바라는 것에서 평안진(平安鎮)으로 개칭되었고 1920년에 헤이친(平鎮, へんちん)으로 개칭되었다. 1992년에 인구 증가에 의해 시에 승격했다.

## 행정 구역

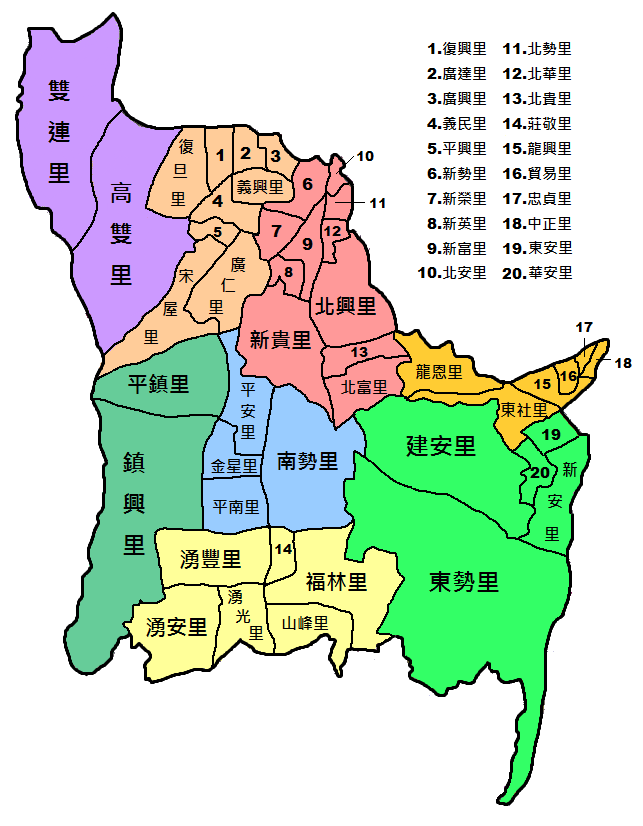
핑전구의 지도

- 난스본구(南勢次分區)
  - 난스리(南勢里)
  - 징싱리(金星里)
  - 핑난리(平南里)
  - 핑안리(平安里)
- 둥스본구(東勢次分區)
  - 둥스리(東勢里)
  - 둥안리(東安里)
  - 신안리(新安里)
  - 젠안리(建安里)
  - 화안리(華安里)
- 베이스본구(北勢次分區)
  - 베이구이리(北貴里)
  - 베이안리(北安里)
  - 베이스리(北勢里)
  - 베이싱리(北興里)
  - 베이푸리(北富里)
  - 베이화리(北華里)
  - 신구이리(新貴里)
  - 신룽리(新榮里)
  - 신스리(新勢里)
  - 신잉리(新英里)
  - 신푸리(新富里)
  - 징링리(金陵里)
- 산쯔딩본구(山仔頂次分區)
  - 산펑리(山峰里)
  - 융광리(湧光里)
  - 융안이(湧安里)
  - 융펑리(湧豐里)
  - 좡징리(莊敬里)
  - 푸린리(福林里)
- 서쯔본구(社子次分區)
  - 둥서리(東社里)
  - 룽싱리(龍興里)
  - 룽언리(龍恩里)
  - 마오이리(貿易里)
  - 중전리(忠貞里)
  - 중정리(中正里)
- 솽롄포본구(雙連坡次分區)
  - 가오솽리(高雙里)
  - 솽롄리(雙連里)
- 쑹우본구(宋屋次分區)
  - 광다리(廣達里)
  - 광런리(廣仁里)
  - 광싱리(廣興里)
  - 쑹우리(宋屋里)
  - 이싱리(義興里)
  - 이민리(義民里)
  - 푸단리(復旦里)
  - 푸싱리(復興里)
  - 핑싱리(平興里)
- 핑전본구(平鎮次分區)
  - 전싱리(鎮興里)
  - 핑전리(平鎮里)

## 교통
- 중산 고속공로(국도 1호선)